# Lista do Patrimônio Mundial nos Emirados Árabes Unidos
A Organização das Nações Unidas para a Educação, a Ciência e a Cultura (UNESCO) propôs um plano de proteção aos bens culturais do mundo, através do Comité sobre a Proteção do Património Mundial Cultural e Natural, aprovado em 1972. Esta é uma lista do Patrimônio Mundial existente nos Emirados Árabes Unidos, especificamente classificada pela UNESCO e elaborada de acordo com dez principais critérios cujos pontos são julgados por especialistas na área. Os Emirados Árabes Unidos, uma influente nação da Península Arábica formada por sete emirados distintos, ratificaram a convenção em 11 de maio de 2001, tornando seus locais históricos elegíveis para inclusão na lista.
O bem Sítios culturais de Alaine (Hafite, Hili, Bida binte Saúde e os oásis) foi o primeiro local dos Emirados Árabes Unidos incluído na lista do Patrimônio Mundial da UNESCO por ocasião da 35.ª Sessão do Comitè do Património Mundial, realizada em Paris (França) em 2011. Desde então, este sítio é o único bem dos Emirados Árabes Unidos classificado como Patrimônio da Humanidade, sendo este de classificação Cultural. 

## Bens culturais e naturais
Os Emirados Árabes Unidos contam atualmente com os seguintes lugares declarados como Patrimônio da Humanidade pela UNESCO:
| | Sítios culturais de Alaine (Hafite, Hili, Bida binte Saúde e os oásis) |
| Bem cultural inscrito em 2011. |                                                                        |
| Localização: Abu Dhabi |                                                                        |
| É uma propriedade serial que atesta a sedentarização humana em uma região desértica com vestígios de muitas culturas proto-históricas. Restos notáveis do local incluem túmulos de pedra circulares (aproximadamente 2.500 aC), poços e inúmeras construções de adobe: edifícios residenciais, torres, palácios e edifícios administrativos. Hili é também um dos exemplos mais antigos do sofisticado sistema de irrigação aflaj, que remonta à Idade do Ferro. O local contém importantes testemunhos da transição de culturas na região, da caça e coleta ao sedentarismo. (UNESCO/BPI) |                                                                        |

## Lista Indicativa
Em adição aos sítios inscritos na Lista do Patrimônio Mundial, os Estados-membros podem manter uma lista de sítios que pretendam nomear para a Lista de Patrimônio Mundial, sendo somente aceitas as candidaturas de locais que já constarem desta lista. Desde 2020, os Emirados Árabes Unidos apresentam 15 locais na sua Lista Indicativa.